# Benee Russell
Benee Russell född 10 augusti 1902 i New York USA död 28 juni 1961 i New York, amerikansk kompositör. 